# Retriever à poil plat
Le retriever à poil plat (Flat-Coated Retriever) est une race de chien originaire d'Angleterre. Il fait partie de la famille des retrievers mais il est moins connu que son cousin le labrador retriever ou le golden retriever. Sa robe aux longs poils lisses est de couleur entièrement noire ou foie.
C'est un chien de chasse spécialisé dans le rapport du gibier d'eau comme tous les retrievers. Il est doué d'un excellent nez et est un très bon nageur. Il est parfois appelé « Golden Retriever noir ».

## Histoire

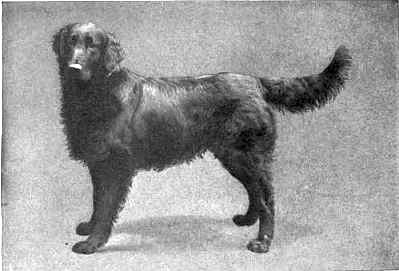
Un retriever à poil plat selon l'édition 1911 de lEncyclopædia Britannica.

Il trouve ses origines au Canada, sur l'île de Terre-Neuve où il aidait les pêcheurs à ramener le poisson. Le chien de Terre-Neuve est parfois donné comme l'un de ses ancêtres, mais il est plus probable que les deux races aient simplement le même ancêtre. Le retriever à poil plat a été sélectionné ensuite en Angleterre au XIXe siècle comme chien de chasse. On retrouve dans les origines du retriever à poil plat le setter irlandais,, puis probablement le colley qui a permis de « lisser » les poils du retriever, qui étaient probablement ondulés au début de la sélection de la race. Les ancêtres de la race sont d'ailleurs nommés « Wavy-coated retriever » ou « Wave coated retriever », c'est-à-dire « retriever à poil ondulé ».
La race est populaire au XIXe siècle, mais sera peu à peu supplantée par le labrador retriever et le golden retriever au cours du XXe siècle. Toutefois, le retriever à poil plat connaît un regain d’intérêt et les effectifs sont en constante augmentation.

## Standard

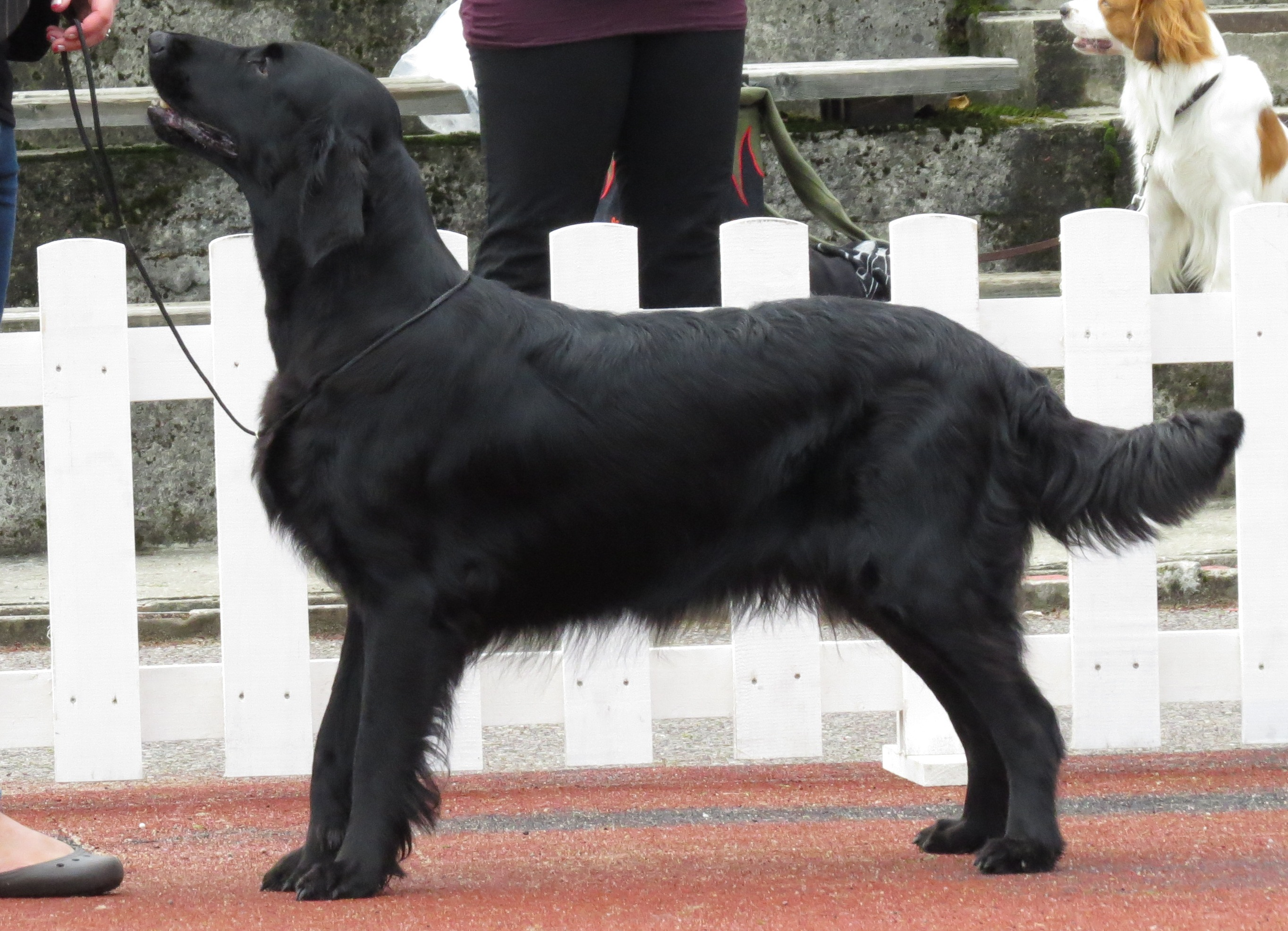
Un retriever à poil plat présenté lors d'une exposition canine à Tallinn.

Le retriever à poil plat est un chien de taille moyenne de construction équilibrée : puissant sans être lourd, élégant sans manquer de substance. Courte et droite, la queue est portée gaiement, mais jamais trop au-dessus du niveau du dos. La tête est longue avec un stop léger et une truffe de bonne taille. Les yeux marron de taille moyenne sont de couleur marron foncé ou noisette. Les oreilles sont petites et attachées tout contre la tête.
Le poil est dense, de texture fine à moyenne, aussi plat que possible. Il forme de belles franges sur les membres et la queue. La robe est noire ou marron.

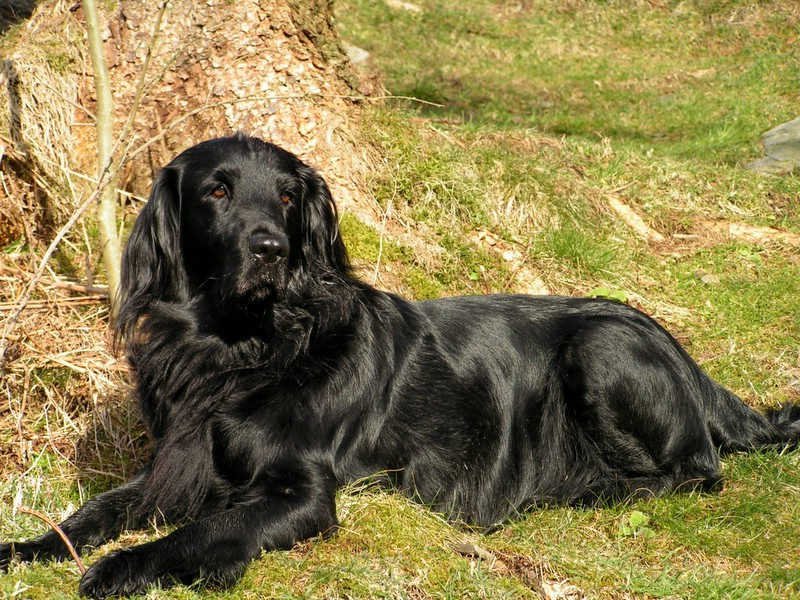
Robe noire.
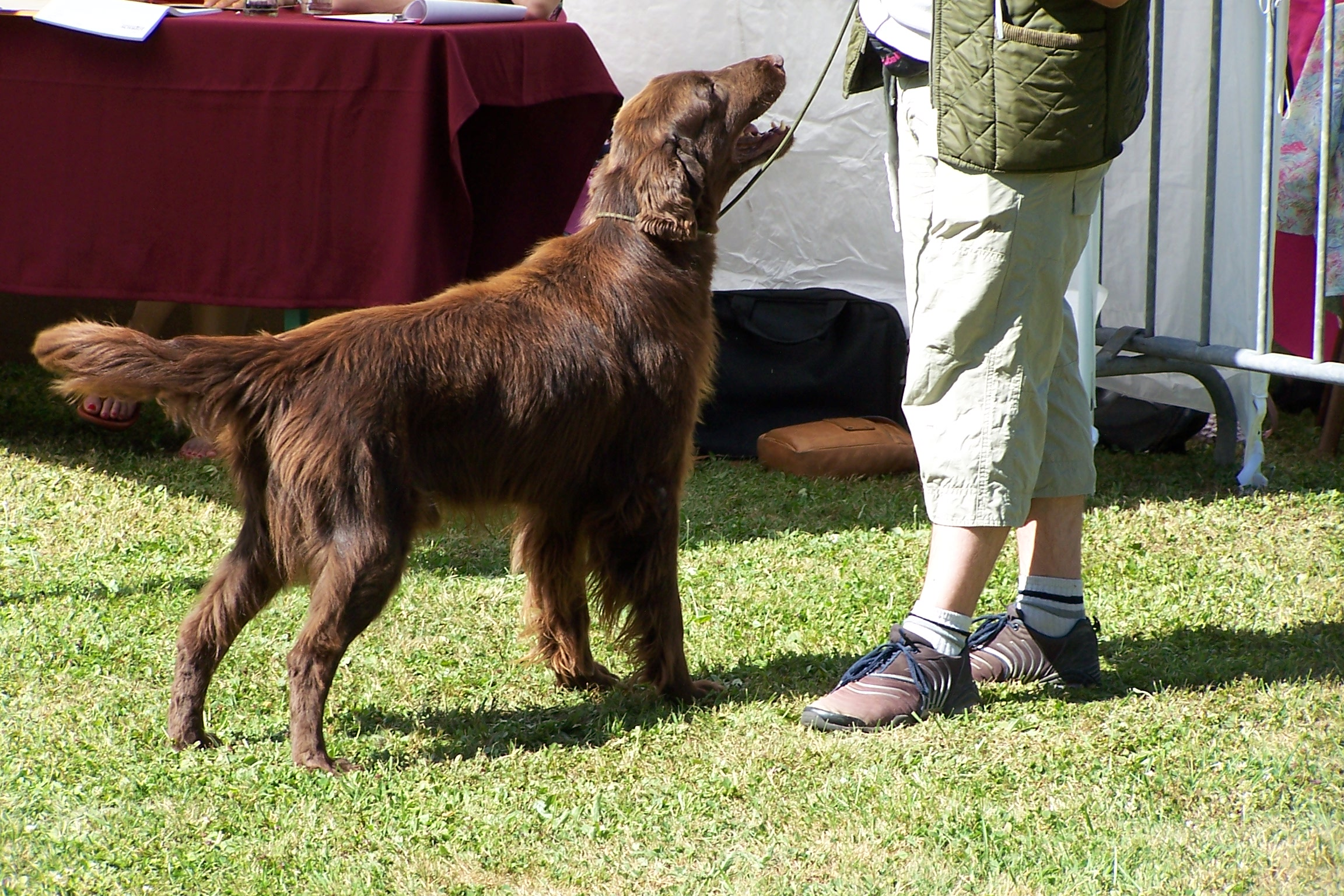
Robe foie.

## Caractère
Le standard de la Fédération cynologique internationale décrit le retriever à poil plat comme un chien gai, gentil, sûr de lui et possédant un instinct de la chasse bien ancré. Très attaché à sa famille, le retriever à poil plat supporte mal la solitude. Jamais agressif, il est très patient avec les enfants. Il gardera son comportement de chiot jusqu'à l'âge adulte.
L'éducation doit être précoce et réalisée avec beaucoup de patience et de constance, sans aucune brutalité. Le dressage est considéré par la Société centrale canine comme plus délicat que celui des autres retrievers en raison de son caractère plus vif. Il est donc conseillé de le canaliser de façon précoce, afin d’avoir un compagnon civilisé et agréable au quotidien. Sa personnalité marquée demande doigté et dextérité en matière d’éducation et il est parfois utile de se rapprocher de connaisseur pour parfaire son éducation qui se veut à la fois ferme et douce.

## Utilité

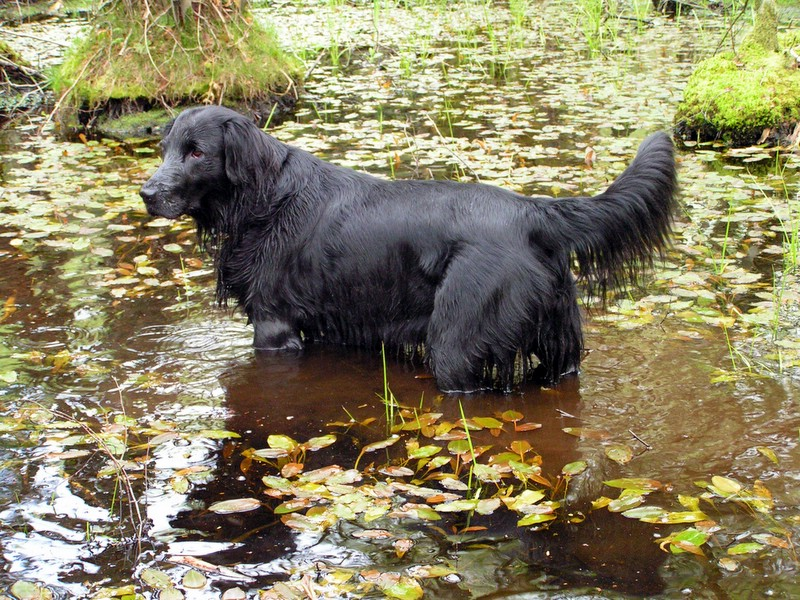
Le retriever à poil plat est un chien de chasse qui aime l'eau.

Le retriever à poil plat est un chien de chasse spécialisé dans la recherche et le rapport du gibier tiré ou blessé. Passionnée de chasse, la race aime l’eau.
En raison de son caractère aimable, le retriever à poil plat peut faire un très bon chien de compagnie. Il s'adaptera à la vie en appartement s'il dispose de longues promenades quotidiennes. Il nécessite beaucoup de temps de sortie et d'activité. Il sera heureux avec des maîtres jeunes (son côté fougueux ne convient pas aux personnes pouvant chuter), avec au moins une personne à la maison durant la journée (il peut être destructeur si laissé seul) et aimant les grandes balades par tous les temps.
C'est un piètre chien de garde.
Le retriever à poil plat est un chien de travail. Il s'épanouira dans les fields-trials et les épreuves de travail. En France, il s'agit d'une race couramment dressée comme chien guide d'aveugle.
Le retriever à poil plat fait également partie des chiens de sauvetage à l'eau (avec le Terre-neuve, le Landseer, tous les retrievers, le Leonberg, le Berger polonais de Podhale, l'Hovawart, les bouviers suisses et tous les chiens d'eau du 8e groupe, le Terrier noir russe, et le Saint-Bernard).

## Santé et entretien
Le retriever à poil plat est de santé fragile, exposé à de nombreuses maladies avec une prédisposition à de multiples cancers dont le redoutable sarcome histiocytaire.
Le poil long nécessite un brossage hebdomadaire. Pour les retrievers à poils plat, pour garder leur poil doux et brillant, il est possible d'utiliser de l'huile de saumon sauvage.

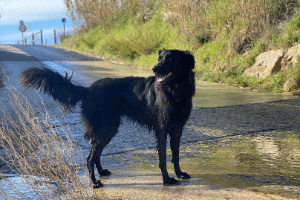
Zelda, une Flat Coated Retriever.

54% des chiens décèdent avant l'âge de 8 ans (CNRS), étude anglaise lien ci-dessous donnant le chiffre de 69%. Son espérance de vie moyenne est de 7/8 ans.

## Sources
1. étude sur le sarcome histiocytaire 2016
2. Cancer chez le chien : prédispositions raciales et formes familiales - Le Point Vétérinaire expert canin n° 354 du 01/04/2015 (lepointveterinaire.fr)
3. https://www.thefield.co.uk/gundogs/flatcoated-retriever-flatcoats-fatal-flaw-39355